# Milicz
Milicz este un oraș în Voievodatul Silezia de Jos în Polonia. Are o populație de 12.700 locuitori.

## Clasamente internaționale
- www.milicz.pl